# Álex Baena
Alejandro „Álex” Baena Rodríguez (n. 20 iulie 2001, Roquetas de Mar, Andaluzia, Spania) este un fotbalist spaniol care joacă pe postul de extremă stânga sau mijlocaș ofensiv la Atlético Madrid în La Liga și la echipa națională a Spaniei.

## Cariera

### Villarreal
Baena s-a născut în Roquetas de Mar, Almería, Andaluzia și s-a alăturat lotului de tineret al lui Villarreal în 2011, venind de la Roquetas. A debutat la seniori cu echipa C pe 21 decembrie 2018, intrând ca rezervă în repriza a doua într-o victorie pe teren propriu cu 2-0 în Tercera División împotriva lui Rayo Ibense.
Baena a marcat primul său gol ca profesionist pe 5 noiembrie 2020, marcând al treilea gol al clubului său într-o victorie pe teren propriu cu 4-0 în UEFA Europa League împotriva lui Maccabi Tel Aviv. Șapte zile mai târziu, și-a reînnoit contractul până în 2025. Pe 19 august 2021, Baena a fost împrumutat la Girona în Segunda División. Pe 26 august 2022, el și coechipierul său Nicolas Jackson au fost promovați în lotul primei echipe. În sezonul 2023-24, a devenit cel mai bun furnizor de pase decisive din La Liga, cu 14 pase decisive.

### Atlético Madrid
Pe 2 iulie 2025, Baena a fost transferat la Atlético Madrid pentru o sumă de 42 de milioane de euro, semnând un contract pe cinci ani.

## Carieră internațională
Baena a reprezentat Spania la categoriile sub 16 ani, sub 17 ani, sub 18 ani, sub 19 ani și sub 20 de ani, participând la Campionatul European sub 17 ani din 2018.
În august 2023, Baena a primit prima sa convocare la echipa națională de seniori a Spaniei de la antrenorul Luis de la Fuente, pentru două meciuri de calificare la UEFA Euro 2024 împotriva Georgiei și Ciprului. A marcat apoi primul său gol pentru Spania la debutul său împotriva celui din urmă adversar, într-o victorie cu 6-0. În mai 2024, Baena a fost inclus în lotul de 26 de jucători pentru UEFA Euro 2024.

## Palmares
Villarreal
- UEFA Europa League: 2020–21[15]

Spania U23
- Medalie de aur la Jocurile Olimpice de vară: 2024[16]

Spania
- Campionatul European de Fotbal: 2024[17]
- Liga Națiunilor UEFA: Vice-campion 2024–25[18]